# Neuville-sur-Ain
Neuville-sur-Ain ist eine französische Gemeinde mit 1798 Einwohnern (Stand 1. Januar 2022) im Département Ain in der Region Auvergne-Rhône-Alpes. Sie gehört zum Kanton Pont-d’Ain im Arrondissement Nantua.

## Geographie

### Lage
Neuville-sur-Ain liegt auf 294 m, etwa 18 Kilometer südöstlich der Präfektur Bourg-en-Bresse, 55 Kilometer nordöstlich von Lyon und 48 Kilometer ostsüdöstlich der Stadt Mâcon (Luftlinie). Das Dorf erstreckt sich am Unterlauf des Ain auf dem Übergang zwischen den Landschaften Dombes im Westen, Bugey im Osten und Revermont im Norden. Nachbargemeinden von Neuville-sur-Ain sind Bohas-Meyriat-Rignat im Norden, Poncin und Jujurieux im Osten, Pont-d’Ain im Süden sowie Druillat und Saint-Martin-du-Mont im Westen.

### Topographie
Die Fläche des 19,79 km² großen Gemeindegebiets umfasst einen Abschnitt des rechten Ain-Ufers und der sich westwärts daran anschließenden hügeligen Ausläufer des Revermont. Aus dem Revermont tritt der Fluss Suran hervor, der parallel zum Ain in wenigen Kilometer Entfernung fließt. Die beiden Täler werden in der Südhälfte der Gemeinde durch ein Plateau getrennt, auf dem sich der alte Ortskern von Neuville befindet. In der Nordhälfte steigt das Plateau zu einer bewaldeten Hügelkette an, auf der die Gemeinde mit 427 m ihre höchste Erhebung erreicht. Die westliche Gemeindegrenze schließt das Tal des Suran noch mit ein und verläuft in unregelmäßiger Entfernung von dessen mäandrierendem Flusslauf. An den Talrändern beider Flüsse finden sich an vielen Stellen Steilhänge. In Neuville ist der Ain durch ein Wehr aufgestaut, an das ein Kleinkraftwerk angeschlossen ist. Die Gemeindefläche teilt sich auf in Wälder (Anteil 35 %), Felder und sonstige landwirtschaftliche Flächen (33 %) und Wiesen (26 %).

### Gemeindegliederung
Zu Neuville-sur-Ain gehören neben dem eigentlichen Ortskern weitere Ortsteile und Weilersiedlungen:
- Arturieux (290 m) und Fromente (295 m) auf Geländeabsätzen in der östlichen Talflanke des Suran
- Rappe (300 m), Resignel (305 m) und Planche (280 m) auf der gegenüberliegenden Talseite auf einer Ebene neben der Eintiefung des Suran
- Châteauvieux (260 m) am Westrand in einer kleinen Schlucht des Suran
- Saint-André (275 m) westlich des Ortskerns am Ende der kleinen Schlucht des Suran
- Le Port (256 m) direkt am Ain unterhalb von Neuville
- Thol (256 m) im Süden auf einer breiten Schwemmebene im Ain-Tal

## Geschichte

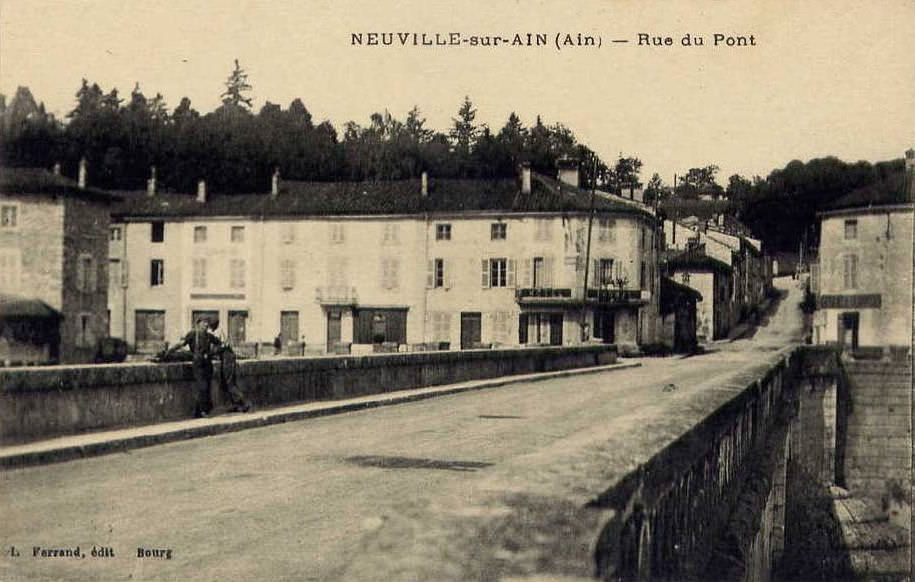
Historische Ansicht von Le Port mit der Ainbrücke und dem Anstieg nach Neuville

Die Spuren menschlicher Anwesenheit in Neuville-sur-Ain gehen bis in das Jungpaläolithikum zurück. In den Bodenschichten des Abri sous roche de la Colombière in der Steilwand am rechten Ufer des Ain wurden im 19. und 20. Jahrhundert Gebrauchsgegenstände und verzierte Knochen einer Kultur aus dem Magdalénien gefunden. Der Abri ist als monument historique klassifiziert.
Aus der Antike traten Ziegel, Tonscherben und Mosaiksteine an Fundstellen in Saint-André und Neuville zu Tagen. Im Hochmittelalter hieß der Ort Novavilla, als 1112 die Existenz einer Kirche bezeugt wurde (Ecclesia de Novavilla, in pago Lugdunensi, supra ripam fluvii qui dicitur Ignis sita). Für das Jahr 1184 ist eine Kapelle im Weiler Saint-André überliefert. In Châteauvieux, Fromente und Thol bestanden im Mittelalter kleine Herrschaften, die 1280, 1289 bzw. 1330 erstmals urkundlich erwähnt wurden und im 13. und 14. Jahrhundert unter der Oberhoheit der Grafen von Savoyen standen. Das Dorf Neuville gehörte dabei zur Herrschaft Fromente(s).
Das Lager Camp de Thol wurde 1939/1940 vom französischen Militär errichtet und diente während des Algerienkrieges als Internierungslager für Anhänger der FLN, ab 1961 als Strafvollzugsanstalt. Es wurde in den 1990er Jahren aufgelöst und die Anlage ging in den Besitz der Gemeinde über.

### Bevölkerungsentwicklung
| Jahr                       | 1962 | 1968 | 1975 | 1982 | 1990 | 1999 | 2011 | 2021 |
| Einwohner                  | 1469 | 932  | 979  | 945  | 1151 | 1236 | 1592 | 1799 |
| Quellen: Cassini und INSEE |      |      |      |      |      |      |      |      |

Mit 1798 Einwohnern (Stand 1. Januar 2022) gehört Neuville-sur-Ain zu den kleineren Gemeinden des Départements Ain. Nachdem die Einwohnerzahl im 19. Jahrhundert zwischen 1300 und 1500 schwankte (1901 wurden noch 1351 Einwohner gezählt), sank sie in der ersten Hälfte des 20. Jahrhunderts auf etwa 900 Einwohner. Seit 1990 wird wieder eine Bevölkerungszunahme verzeichnet. Die Ortsbewohner von Neuville-sur-Ain heißen auf Französisch Neuvillois(es).

## Sehenswürdigkeiten
- Die Ruinen des Château de Thol auf einem etwa 60 m hohen Hügel überragen noch heute die Ebene des Ain. Die mittelalterliche Burg besitzt einen quadratischen Grundriss mit zwei Wehrtürmen im Westen und ist von einem Graben umgeben.[9]
- Das Château de la Tour steht oberhalb von Le Port und stammt aus dem 19. Jahrhundert. Es ersetzte einen mittelalterlichen Bau und besitzt an seinen vier Seiten unterschiedlich gestaltete Fassaden. Es ist von einem Park im Stil des 17. und 18. Jahrhunderts umgeben.[10]
- Das Schloss in Châteauvieux erhielt seine heutige Gestalt im 19. Jahrhundert und wurde 1986 zu einem Hotel umgebaut.
- Am Ain bei Port und am Suran bei Fromente stehen ehemalige Wassermühlen.

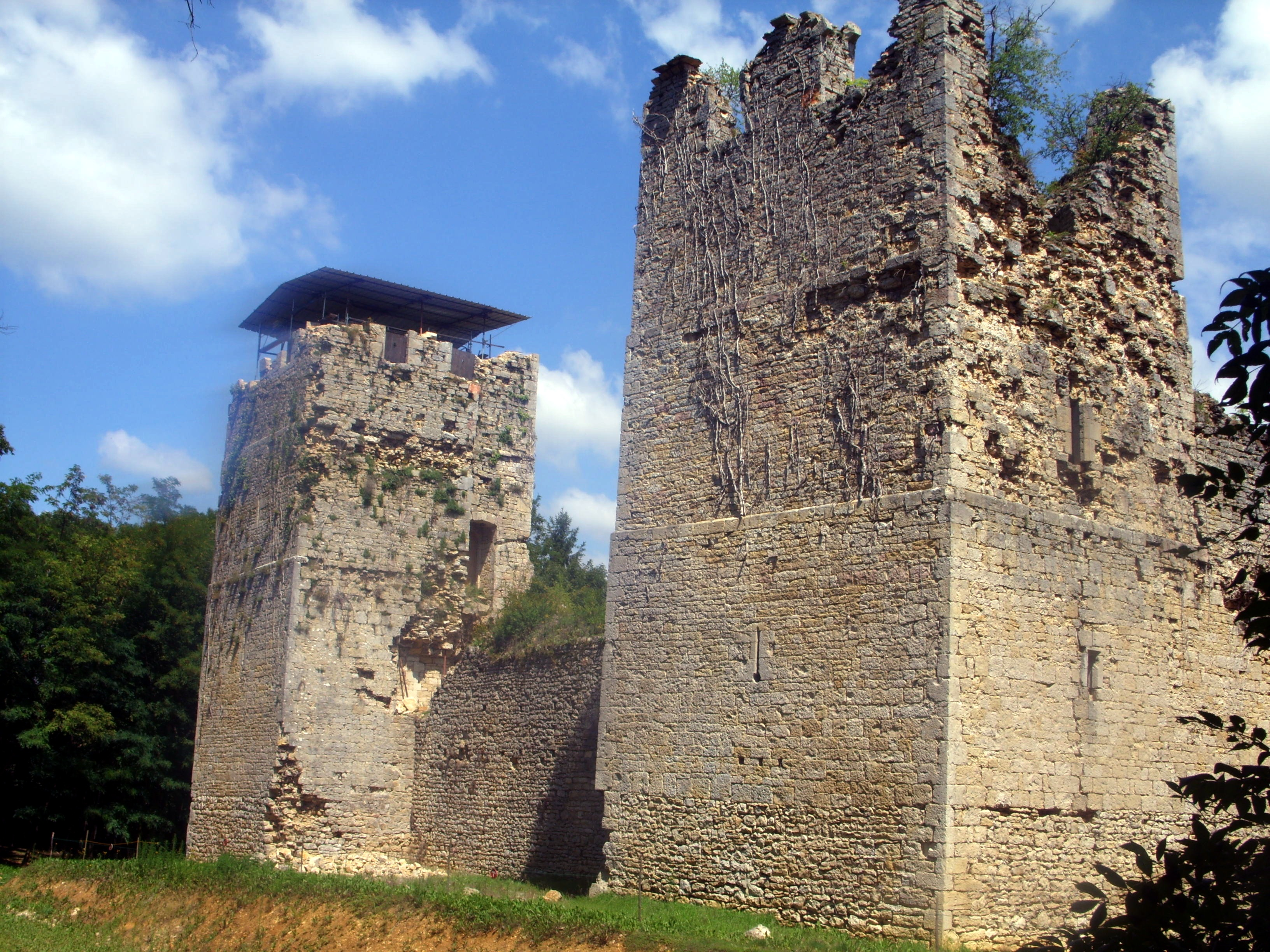
Château de Thol
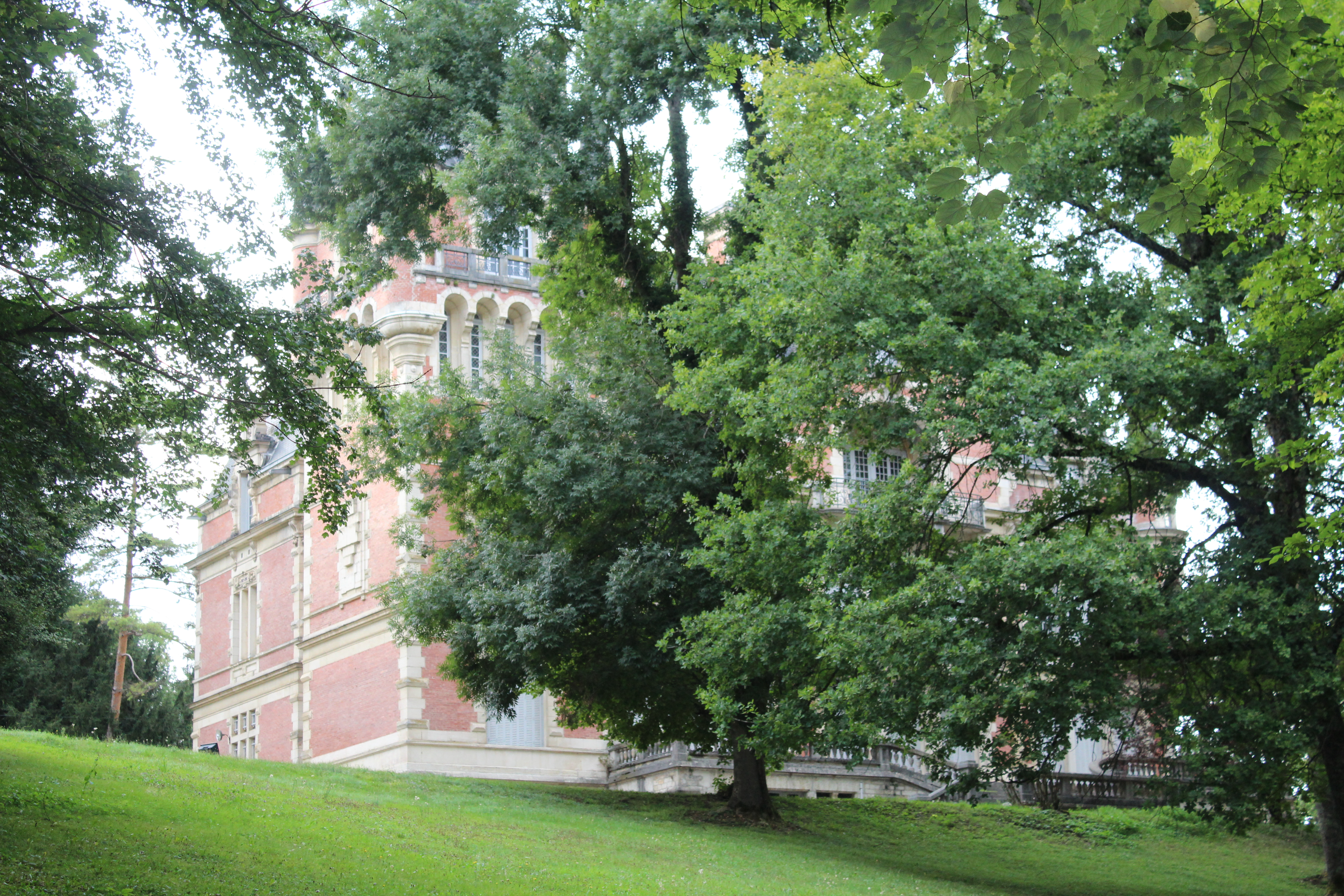
Château de la Tour
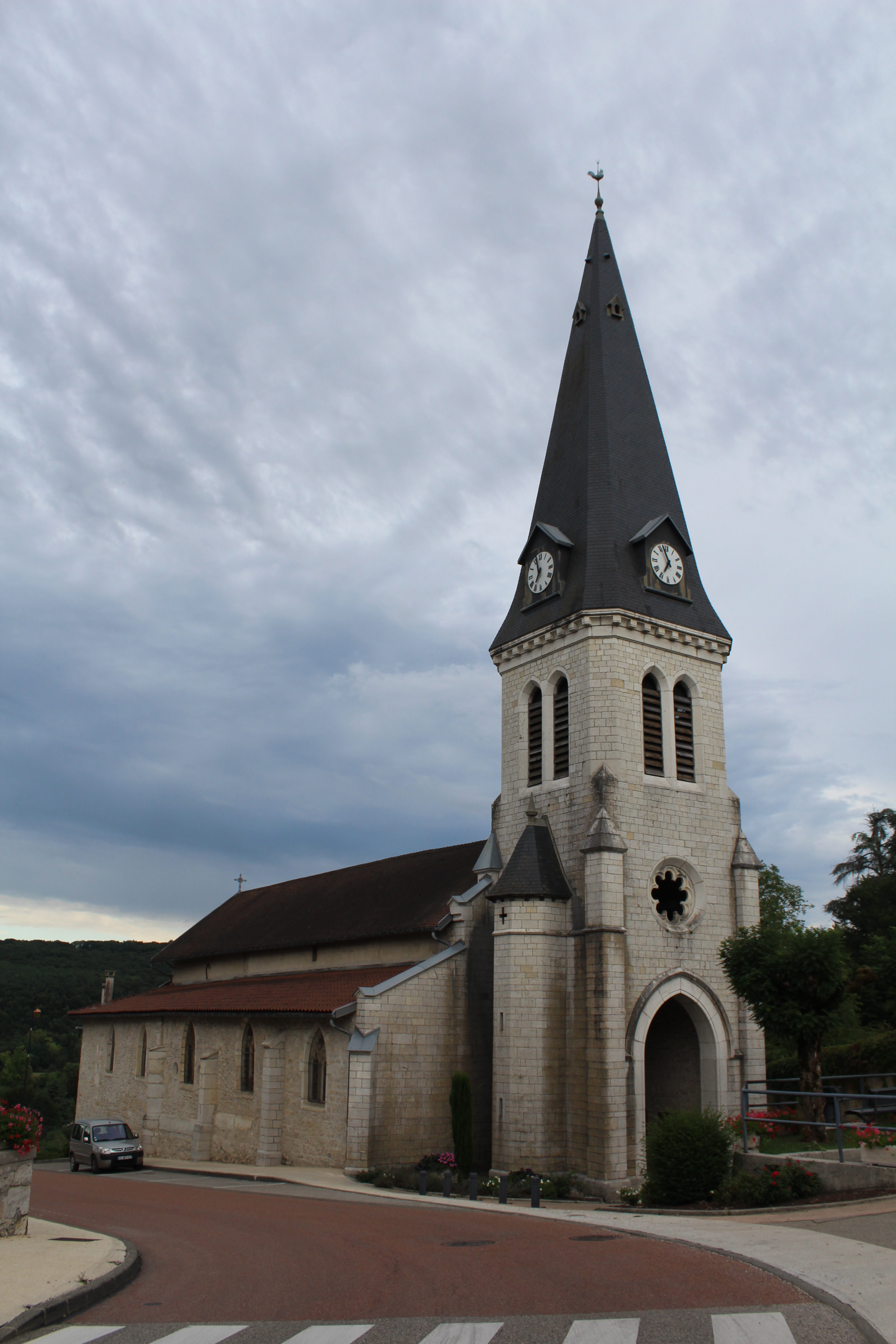
Kirche Saint-Martin
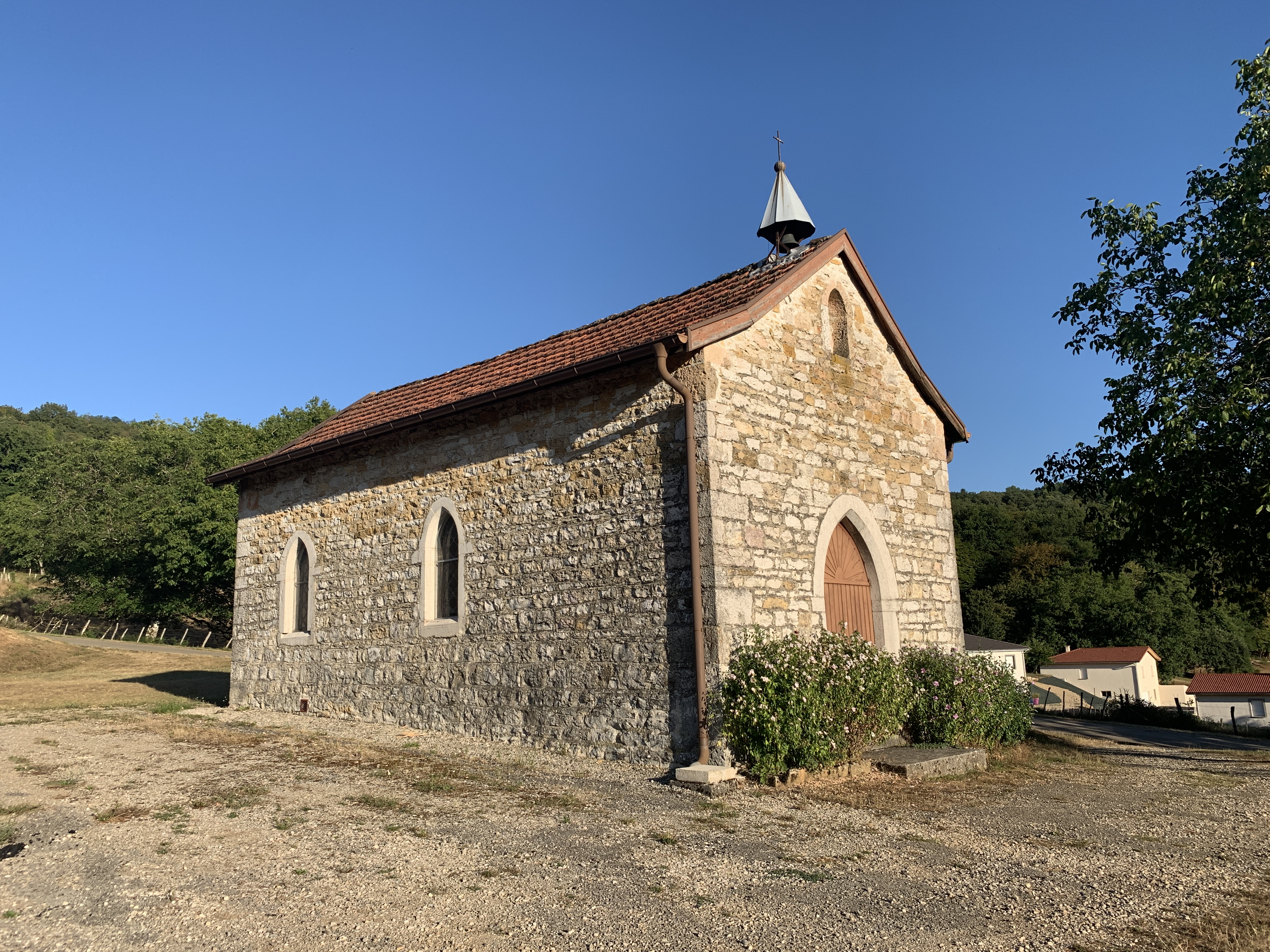
Kapelle Sainte-Anne im Ortsteil Arthurieux
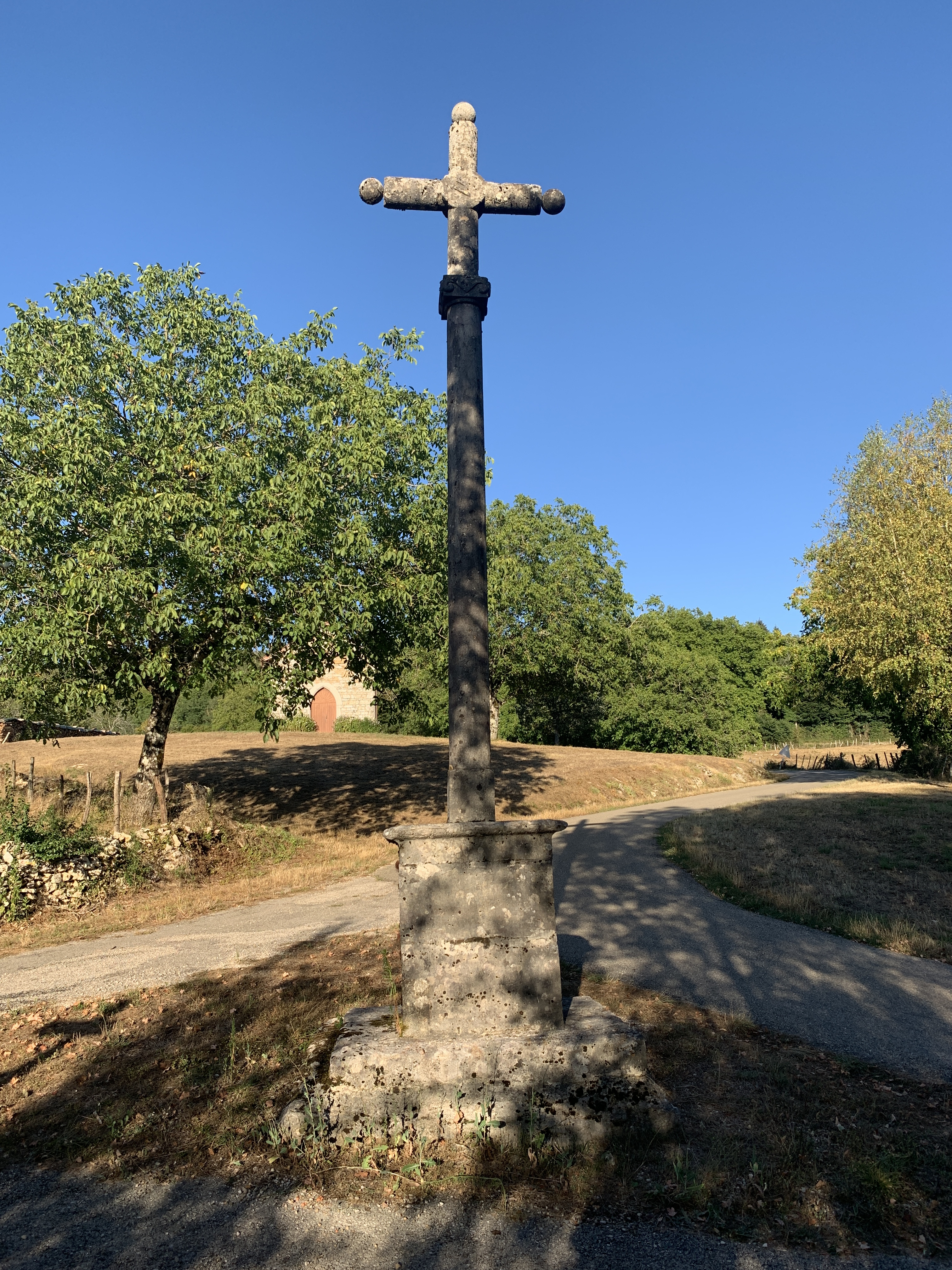
Wegkreuz in Arthurieux
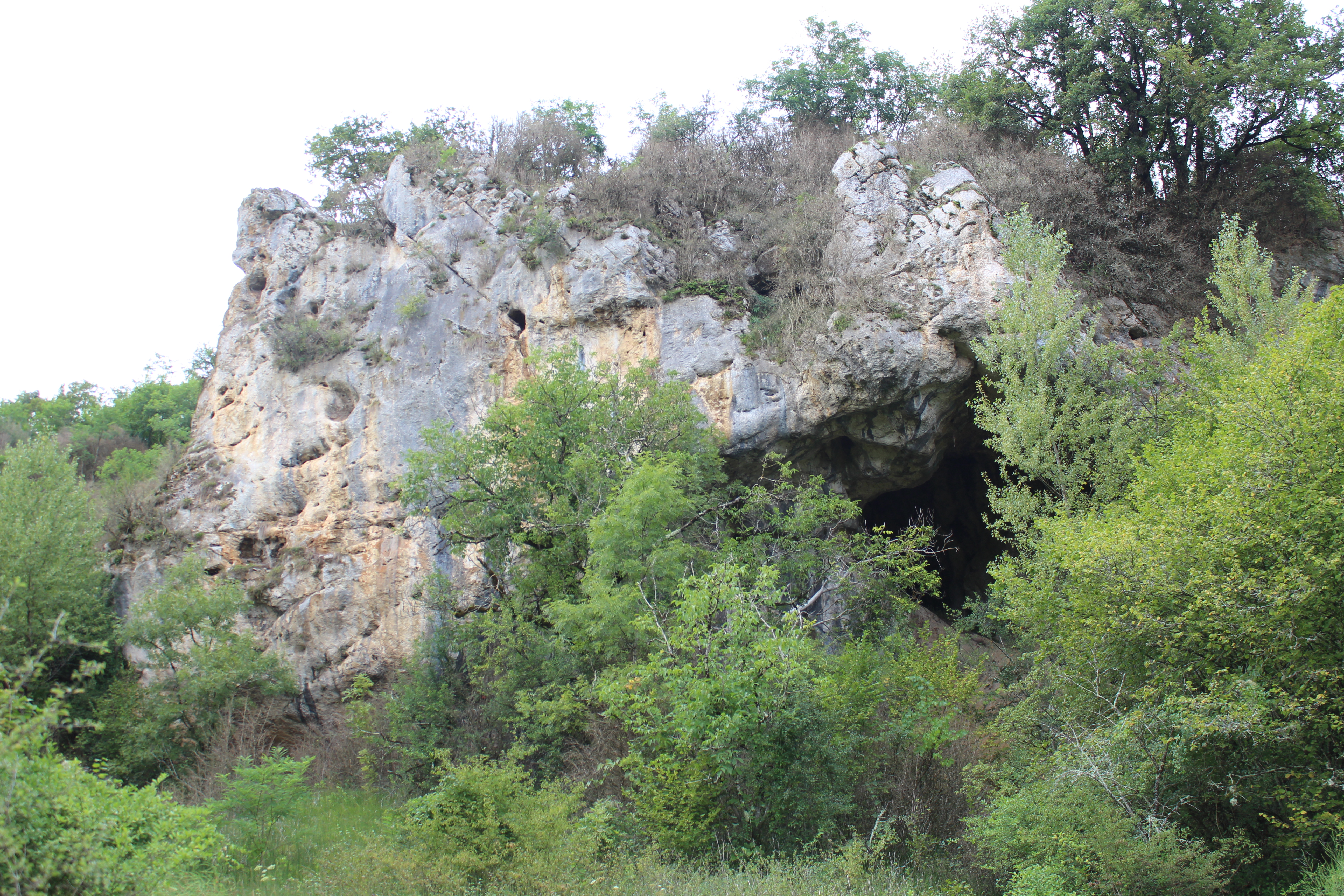
Eingang zur Grotte Colombière
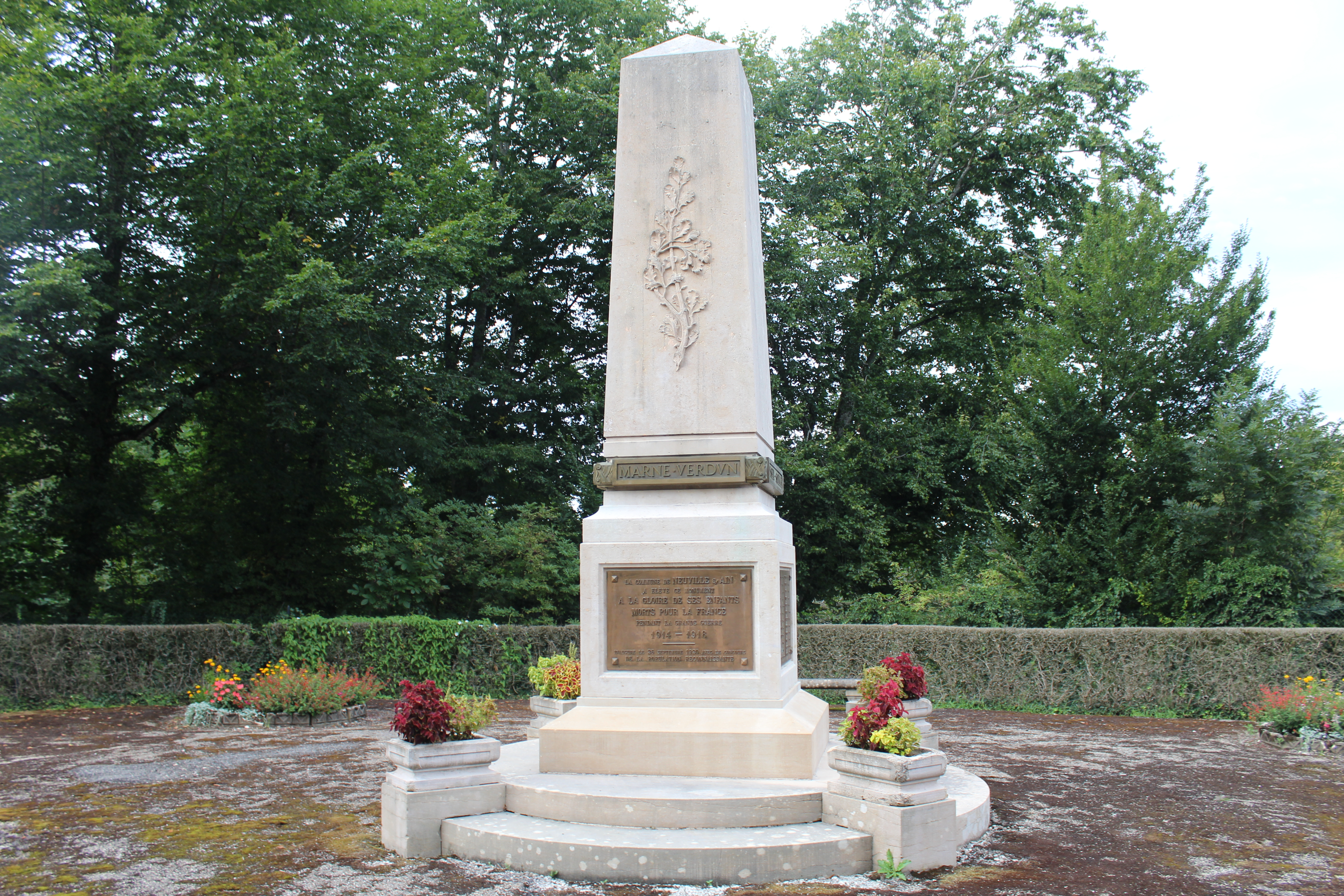
Gefallenendenkmal

## Wirtschaft und Infrastruktur
Neuville-sur-Ain ist bis heute ein durch die Landwirtschaft geprägtes Dorf. Es sind 12 Höfe aktiv vorwiegend im Bereich Geflügelzucht. Daneben gibt es verschiedene Betriebe des lokalen Kleingewerbes und das Tiefbauunternehmen Société Régionale de Construction Floriot mit etwa 200 Angestellten und einem ausgedehnten Bauhof am linken Ufer des Ain. Mittlerweile hat sich das Dorf auch zu einer Wohngemeinde entwickelt. Viele Erwerbstätige sind Wegpendler, die in den größeren Ortschaften der Umgebung ihrer Arbeit nachgehen.
Das Dorf ist über die Durchgangsstraße durch das Ain-Tal erreichbar, die ehemalige Nationalstraße N84, deren ursprüngliche Verkehrsführung durch Le Port und Thol jetzt eine Nebenstrecke ist. Ein Abzweig führt durch den Ortskern von Neuville und erschließt das Tal des Suran bis in die nördlichen Nachbardörfer. Das Gemeindegebiet wird von der Autobahn A40 in zwei Hälften geteilt, die nächste Autobahnauffahrt befindet sich jedoch erst in rund sieben Kilometern Entfernung in Pont-d’Ain. Einige Kilometer westlich von Neuville-sur-Ain verläuft die Bahnstrecke Mâcon–Ambérieu, auf der die Züge des TER Auvergne-Rhône-Alpes verkehren und in den Bahnhöfen von Saint-Martin-du-Mont und Pont-d’Ain halten. Als Flughäfen in der Region kommen Lyon-St-Exupéry (60 km) und Genf (101 km) in Frage.

### Bildung
In Neuville-sur-Ain befindet sich eine staatliche école primaire (Grundschule mit eingegliederter Vorschule).